# 北海道道813号上風連大別線
北海道道813号上風連大別線（ほっかいどうどう813ごう かみふうれんおおべつせん）は、北海道別海町と厚岸町を結ぶ一般道道（北海道道）である。

## 概要

### 路線データ
- 起点：北海道野付郡別海町上風連（北海道道123号別海厚岸線交点）
- 終点：北海道厚岸郡厚岸町太田北（北海道道14号厚岸標茶線交点）
- 総延長：31.4km
- 重複区間：厚岸郡浜中町西円朱別（北海道道807号円朱別原野茶内線）

## 歴史
- 1973年（昭和48年）5月16日 路線認定[1]。

## 地理

### 通過する自治体
- 根室振興局
  - 野付郡別海町
- 釧路総合振興局
  - 厚岸郡
    - 浜中町
    - 厚岸町

### 主な接続道路
別海町
- 北海道道123号別海厚岸線 - 上風連（起点）
- 北海道道928号上風連中西別線 - 上風連

浜中町
- 北海道道807号円朱別原野茶内線 - 西円朱別西（重複）

厚岸町
- 北海道道14号厚岸標茶線 - 太田北（終点）